# Covered Wagon Raid
Covered Wagon Raid è un film del 1950 diretto da R.G. Springsteen.
È un western statunitense con Allan Lane, Eddy Waller, Alex Gerry, Lyn Thomas e Byron Barr.

## Produzione
Il film, diretto da R.G. Springsteen su una sceneggiatura di M. Coates Webster, fu prodotto da Gordon Kay per la Republic Pictures e girato nell'Iverson Ranch e nel ranch di Corriganville, in California, nel marzo del 1950.

## Distribuzione
Il film fu distribuito negli Stati Uniti dal 30 giugno 1950 al cinema dalla Republic Pictures.
Altre distribuzioni:
- in Brasile (O Segredo das Cartas)
- in Sudafrica nel 1950 dalla African Consolidated Films
- in Perù nel 1950 dalla Cinematografico de Pacifico
- in Svezia nel 1950 dalla A. B. Wivefielm
- in Argentina nel 1950 dalla Jacabo Huberman
- nei Paesi Bassi nel 1950 dalla N. V. Filmverhuurtkantoor
- nel Regno Unito nel 1950 dalla British Lion Film Corporation
- in Canada nel 1950 dalla British Lion Film Corporation
- in Australia nel 1950 dalla British Empire Films Australia
- in Nuova Zelanda nel 1950 dalla British Empire Films
- in Belgio nel 1950 dalla Minerva Film
- a Cuba nel 1950 dalla Tropical Films de Cuba
- in Colombia nel 1950 dalla Compania Distribuidora Films
- in Danimarca nel 1950 dalla Gefion Film
- in Finlandia nel 1950 dalla Yksityistcatterien Filmvoukraamo
- in Portogallo nel 1950 dalla Filmes Luís Machado
- negli Stati Uniti in DVD nel 2005 dalla Comet Video

## Promozione
Le tagline sono:
- WAGONS WESTWARD...INTO DANGER!
- TRAPPIN TRIGGER-MAD WAGON TRAIN RAIDERS!